# Брук-ан-дер-Лайта (округ)
Брук-ан-лер-Лайта (нім. Bruck an der Leitha) — округ Австрійської федеральної землі Нижня Австрія.

## Муніципалітети

Округ поділено на 33 громад:
- Ау-ам-Лайтаберге
- Бад-Дойч-Альтенбург
- Берг
- Брук-ан-дер-Лайта
- Ебергассінг
- Енцерсдорф-ан-дер Фіша
- Фішаменд
- Геттлесбрунн-Арбештгаль
- Гетцендорф-ан-дер-Лайта
- Гайнбург-ан-дер-Донау
- Граматнойзідль
- Гаслау-Марія-Елленд
- Гімберг
- Гоф-ам-Лайтаберге
- Гефлайн
- Гундсгайм
- Клайн-Нойзідль
- Ланцендорф
- Леопольдсдорф
- Маннерсдорф-ам-Лайтагебірге
- Марія-Ланцендорф
- Моосбрунн
- Петронелль-Карнунтум
- Прелленкірхен
- Раухенварт
- Рорау
- Шарндорф
- Швадорф
- Швехат
- Зоммерайн
- Траутманнсдорф-ан-дер-Лайта
- Вольфсталь
- Цвельфаксінг

## Виноски
| Австрія | Це незавершена стаття з географії Австрії. Ви можете допомогти проєкту, виправивши або дописавши її. |